# معركة فوجة
معركة فوجة (بالتركية: Foça Deniz Muharebesi)‏ معركة بحرية وقعت بين أسطول الدولة العثمانية من جانب وأسطول جمهورية البندقية وفرسان مالطا من جانب آخر وذلك في ميناء فوجة المتواجد علي خليج سميرنا بغرب الأناضول وذلك اثناء أحداث الحرب العثمانية البندقية السادسة التي امتدت في الفترة من عام 1645 واستمرت لعام 1669 ووقعت المعركة في يوم 12 مايو 1649 وانتهت بانتصار البندقية.

## مقدمة
كان أسطول البندقية يحاصر مضيق الدردنيل منذ أبريل 1648 ووذلك لمنع الامدادات عن جزيرة كريت ببحر ايجة التي استولى عليها العثمانيون وعند محاولة العثمانين عبور المضيق تتبعهم الاسطول البندقي حتي لحق بهم جنوبا عند ميناء فوجة.

## معركة
شن اسطول البندقية هجوما على الأسطول العثماني اثناء تواجدة بميناء فوجة حيث تم تدمير 9 سفن شراعية وحرقتان وثلاثة قوارب ولكن تغير حركة الرياح انقذت باقى الأسطول العثماني من الاحتراق بالميناء كما ان الرياح دفعت السفن المحترقة باتجاه سفن البندقية فاجبرت على الانسحاب.